# Renata Sentkiewicz
Renata Sentkiewicz (ur. 1972 w Kole) – polska architekt pracująca w Hiszpanii, wykładowca akademicki.
Studiowała architekturę w Turynie (1993), Brunszwiku (1994) i Madrycie (1995-1997). W 1998 ukończyła studia na Wydziale Architektury Politechniki Krakowskiej

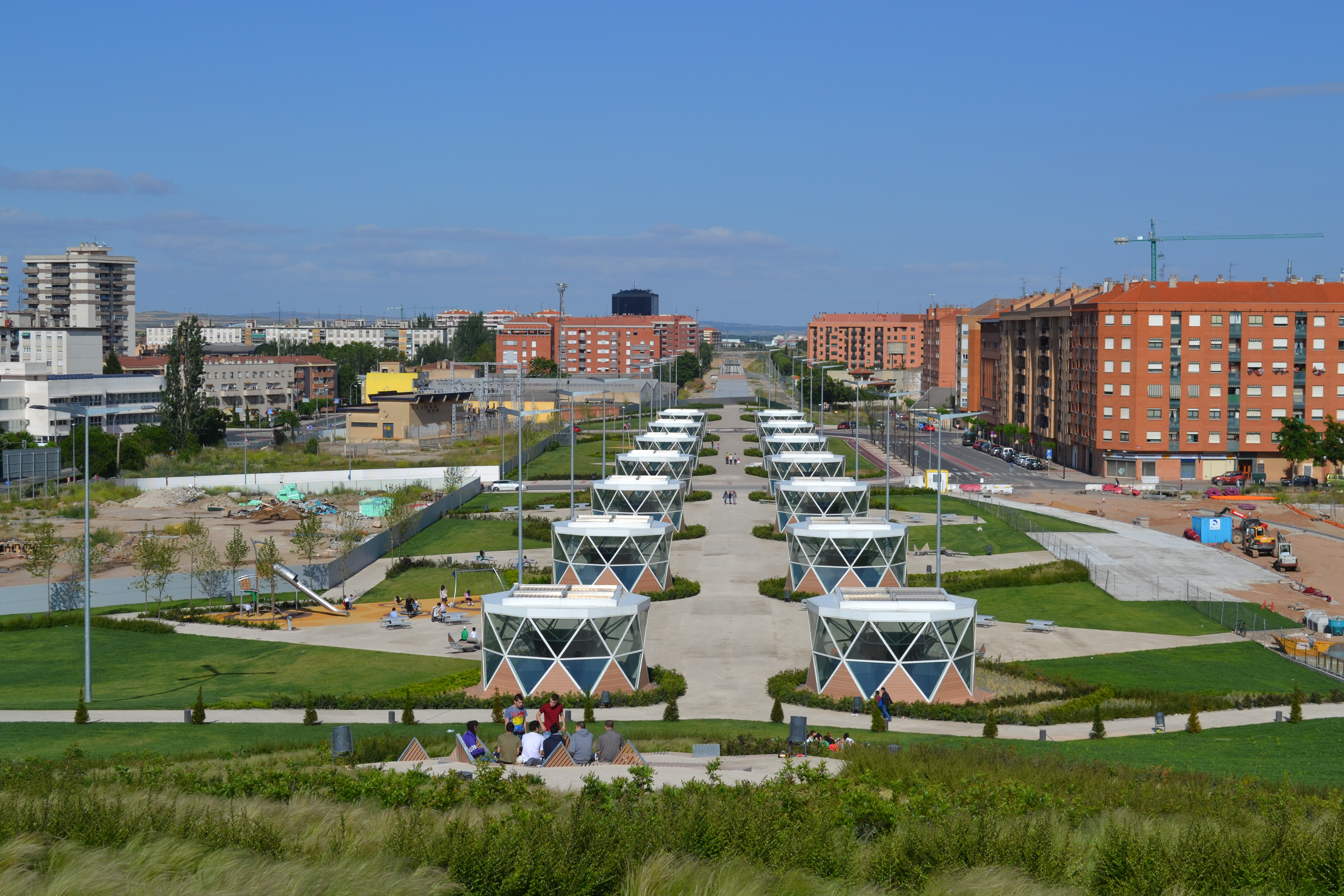
Park na stacją kolejową w Logroño

Od 2002 wykłada na Laboratorio de Técnicas y Paisajes Contemporáneos, a od 2007 jest profesorem architektury na Escuela Técnica Superior de Arquitectura de Madrid. Design Critic w Harvard Graduate School of Design (2012-2016), adiunkt w BIArch (Barcelona Institue of Architecture) (2011-2012). Od 2009 członek Zero Energy Alliance.
W 1999 rozpoczęła pracę jako asystentka w studia architektonicznym Ábalos&Herreros by w 2001 zostać tam partnerem. w 2006, wraz z Iñakim Ábalosem założyli pracownię Abalos+Sentkiewicz.

## Projekty

### Hiszpania
- 2018 – Dworzec autobusowy w Logroño[5]
- 2017 – Projek PLANTA dla Fundacji Sorigué Lleida[6]
- 2014 – Casa Isasi Deba
- 2013 – park Filipa VI Logroño[7]
- 2012 – Stacja kolei dużych prędkości (Logroño)[7]
- 2012 – Torre solar Walencja[8]
- 2011 – Centro de ocio Azuqueca de Henares
- 2010 – rehabilitación Fundació Tàpies Barcelona
- 2010 – Plaza y Torre Woermann Las Palmas de Gran Canaria
- 2009 – Lolita, edificio de oficinas Madryt
- 2009 – Pabellón Residencial en Calle Orfila (Madryt)

### Chiny
- 2018 – Iglesia en el Distrito de New Bund. Szanghaj
- 2018 – Nuevo bloque de usos mixtos del Distrito de New Bund. (Szanghaj)
- 2016 – Shanghái Museum East. (Szanghaj)
- 2013 – Museo de Arte Contemporáneo Zhuhai Huafa.
- 2012 – Manzana de Usos mixtos en Nankín Nankin

### Szwajcaria
- 2009 – Atelier Albert Oehlen Bülher

### Włochy
- 2008 – Torre Espina Turyn

### Kolumbia
- 2016 – Parque San Antonio. Rehabilitación del Centro Histórico. Medellín